# Upplands runinskrifter 1000
Upplands runinskrifter 1000 är en nu försvunnen vikingatida runsten i Rasbo kyrka, Rasbo socken och Uppsala kommun.  Stenen har varit försvunnen sedan 1800-talet, trots eftersökningar såväl 1942 som 1950. Stenen var även innan försvinnandet delvis täckt och den synliga delen av stenen var 1,6 meter hög och 1,35 meter bred.

## Inskriften
Translitterering av runraden:
aisti · st...-kin...rnþ · ...-ạ-hlrʀ · akais͡tþitʀ · lunkhþ̣i
[histni... ...ki... ...saþ-t-hluʀaka sþitʀlunkhþ]
Normalisering till runsvenska:
... ... ... ...
Inskriften har inte kunnat tydas och är en så kallad nonsensinskrift. Ristningen har två stiliserade ormfigurer som vänder sina huvuden (uppritat som två hjärtar) upp mot korset. Detta tyder på inspiration från Åsmund Kåressons verk.